# Valle Lo Campino

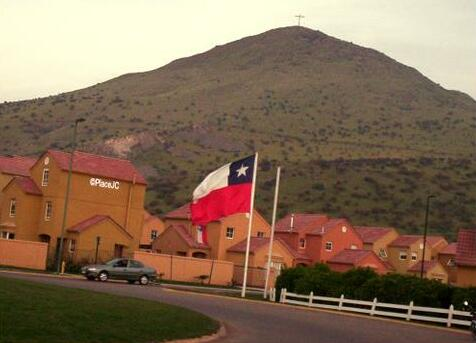
Algunas casas del sector.

Valle Lo Campino es un barrio residencial ubicado a los pies del Cerro Renca, específicamente en la comuna de Quilicura, Santiago, en Chile.

## Características
El barrio se caracteriza por contar con una gran cantidad de áreas verdes. La zona posee supermercados, un colegio, parques, complejos habitacionales, etc. El barrio contempla 105 hectáreas, lo que se traduce en un total de 5.350 viviendas aproximadamente.